# Histoire de l'Union sportive arlequins perpignanais
Cet article présente l'histoire du rugby à Perpignan avec l'Association sportive perpignanaise, l'Union sportive perpignanaise et l'Union sportive Arlequins perpignanais.

## De 1902 à 1914: l'Association sportive perpignanaise

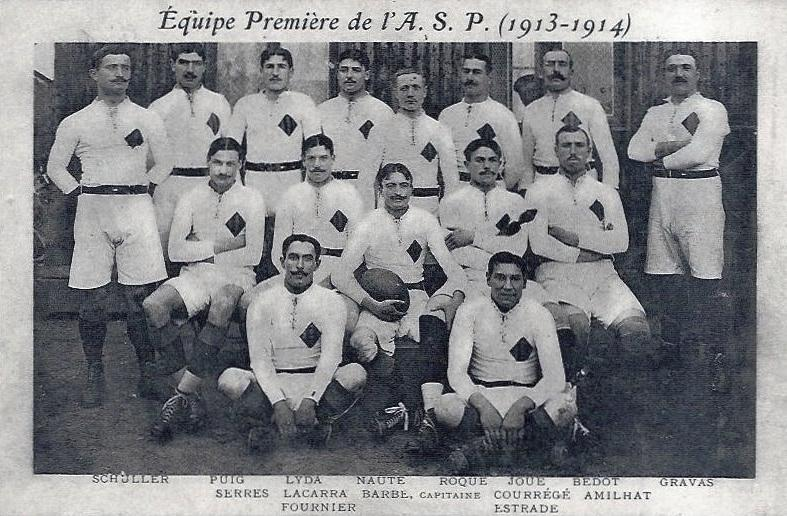
L'équipe de l'ASP lors de la saison 1913-1914

Le rugby arrive à Perpignan en octobre 1886 avec le club de l’Union athlétique du collège de Perpignan (l'UACP). Le premier club civil, le Stade roussillonnais est fondé en 1896.
Le 13 septembre 1902, un groupe de jeunes notables de Perpignan créé l'Association sportive perpignanaise (ASP). En avril 1903, l’ASP bat l’École vétérinaire de Toulouse pour le titre de champion du Sud de deuxième série suivi, en 1904, du titre de champion du Roussillon (6 à 0 face à l'UACP). De 1905 à 1911, le club remporte tous les titres de champion du Languedoc.
Fin 1906, l'ASP fusionne avec le Stade roussillonnais (sous l'impulsion, notamment, de Marcel Laborde) puis, toujours sous l'impulsion de Marcel Laborde et de Jean Payra, avec quatre autres clubs perpignanais (le Perpignan sportif, le Football Club, la Colombe sportive, et le Rugby club) en 1909.
Sur le plan des différents championnats, lors de la saison 1907-1908, l'ASP bat le Stade des étudiants de Montpellier 3 à 0 en finale du championnat du Languedoc mais est ensuite éliminé par le Football Club Vélo auscitain (7 à 3) dès le premier match du champion de France de deuxième série.
La saison suivante (1908-1909), après avoir conservé le titre de champion du Languedoc, l'ASP s'incline de nouveau dès le premier match du championnat de France de deuxième série disputé contre l'US Montauban (3 à 0).
Durant de la saison 1909-1910, l'ASP remporte le championnat du Languedoc face à Lézignan (6 à 4). Le premier match du championnat de France de deuxième série l'oppose au champion du Littoral : l'Association sportive arlésienne. Ce match disputé à Arles est une formalité pour les catalans qui passent 79 points (dont 23 essais) aux provençaux. Le match suivant face au FVC Auch à Perpignan est plus disputé et se termine sur la victoire de l'ASP 7 à 4. En demi-finale, l'ASP s'incline à Auch 13 à 3 face à l'Aviron bayonnais.
Lors de la saison 1910-1911, l'ASP s'impose 3 à 0 contre le RC Narbonne en finale du championnat du Languedoc puis élimine successivement le Toulouse Employés Club (champion des Pyrénées) 13 à 0 sur le stade des Ponts Jumeaux à Toulouse, le CA Brive (champion du Limousin) 3 à 0 à Perpignan et, en demi-finale, l'Union athlétique libournaise 13 à 3 sur le terrain de Carcassonne. Le 23 avril 1911 l'ASP devient champion de France de deuxième série (le deuxième niveau national à l'époque) en l'emportant, au stade de Colombes, 20 à 5 sur l'US Dole. Dans cette équipe évoluent les deux centres Gilbert Brutus (capitaine) et Félix Barbe ainsi que Fernand Vaquer à l'ouverture et Maurice Gravas en seconde ligne.
Durant la saison 1911-1912, l'ASP perd son titre de champion du Languedoc face au RC Narbonne (3 à 0). La saison se termine prématurément pour le club qui finira la saison avec des matchs amicaux. Lors de l'un d'eux qui se déroula 7 avril 1912 contre le SCUF, le capitaine de l'équipe, Gilbert Brutus, contestant les décisions de l'arbitre, quitte ses partenaires peu avant la mi-temps, suivi un peu plus tard d'Amilhat. Depuis la défaite en finale du championnat du Languedoc, des rancœurs et des jalousies sont apparues et un conflit ouvert éclate au sein du club et aboutit au départ, voire à l'exclusion, de plusieurs membres et joueurs, dont le capitaine de l'équipe, Gilbert Brutus qui vont alors fonder le 29 avril le Stade olympien perpignanais (SOP).
Pour la saison 1912-1913, l'arrivée comme entraîneur-joueur du technicien gallois Rowland Griffiths, tout juste finaliste du championnat avec le Racing club de France, va faire franchir un palier au club. L'ASP redevient champion du Languedoc et s'incline en demi-finale du championnat (3 à 0 le 6 avril 1913 face au SBUC). De son côté, le SOP devient champion de France de deuxième série le 27 avril 1913 en battant l'AS Française sur le score de 14 à 8.

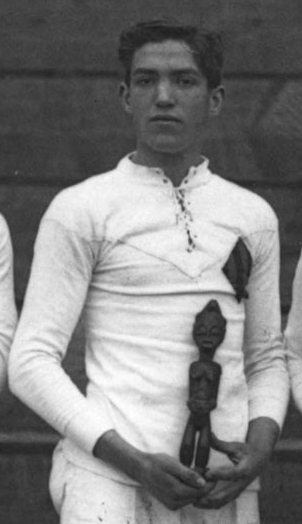
Aimé Giral lors de la saison 1913-1914

Lors de la saison 1913-1914, sous la pluie, l'ASP bat facilement le RC Toulon, champion du Littoral, 25 à 0 le 22 février et se retrouve dans la même poule de qualification que l'Aviron bayonnais (champion de France en titre) et le Stade toulousain, champion deux saisons plus tôt. Le premier match, le 8 mars à Bayonne, débute par un essai transformé des catalans aussitôt suivi de la réplique basque. 5 à 3 pour l'ASP, mais la blessure (luxation du coude dès le premier quart d'heure) de l'arrière de l'ASP, Estrade, oblige le club perpignanais à se réorganiser et à évoluer avec 7 avants. À la mi-temps, le score est de 6 à 5 pour l'Aviron. En fin de match, alors que le score est de 12 à 8 pour les locaux, les catalans pensent arracher la victoire avec un essai entre les poteaux de l'ASP injustement refusé par l'arbitre, Monsieur Wooley, malgré l'affirmation de son juge de touche, Monsieur Biraben. Même à 12 à 11 pour les basques, avec la transformation facile à suivre, l'ASP aurait remporté cette rencontre. Cet incident fit l'objet d'une réclamation du club (réclamation qui ne donnera rien). Finalement, l'ASP s'incline 15 à 8. Après avoir facilement battu le Havre AC 27 à 5 une semaine plus tôt, les catalans se défont 13 à 0 du Stade toulousain le 22 mars à Perpignan. Avec 2 victoires pour une 1 défaite, Perpignan, Toulouse et Bayonne se retrouvent à égalité et le finaliste reste à désigner. On procède alors à un tirage au sort : les catalans et les basques s'affronteront pour désigner l'adversaire des toulousains pour déterminer le second finaliste (le Stadoceste tarbais ayant terminé seul premier de l'autre poule de qualification est déjà assuré de sa place en finale). Le premier match, joué le 29 mars à Perpignan, est, de l'avis de nombreux journalistes, très âprement disputé. Après deux heures de jeu, perpignanais et bayonnais ne peuvent se départager (6-6). Le match doit être rejoué sur terrain neutre. Malgré un accord entre les catalans et les basques de disputer ce match à Bordeaux, l'U.S.F.S.A. décide que cette partie se disputera à Bayonne le 5 avril. Invaincus depuis deux ans sur leur pelouse, l'Aviron bayonnais est battu par l'ASP (3 à 0) qui prend donc sa revanche sur les basques après la première rencontre entre les deux équipes, mais aussi sur l'Union (l'U.S.F.S.A.) et gagne le droit de disputer un dernier match qualificatif à Toulouse face au Stade toulousain. La semaine précédant ce match, l'entraineur de l'ASP, le Capitaine Augistrou, décède accidentellement. Cet événement n'empêche pas les joueurs perpignanais de l'emporter 6 (un essai et un coup franc) à 0 qui se qualifient pour la finale. Ce 3 mai 1914, le public toulousain est hostile aux catalans. Très rapidement, les Tarbais se retrouvent à 14 à la suite de l'expulsion du talonneur Fauré puis à 13 après la blessure de leur capitaine Duffour. Pourtant, à la mi-temps le score est toujours de 0 à 0. Dès la reprise, les tarbais inscrivent un essai par Lastagaray et un drop de Gardeix. Le Stadocest mène alors 7 à 0. Le capitaine de l'ASP, Félix Barbe, donne alors pour consigne : "Ouvrez ! Ouvrez !". Malgré deux essais refusés par l'arbitre, les catalans se ruent à l'attaque et, à la 60e minute, François Nauté inscrit le premier essai de son club mais Aimé Giral loupe la transformation facile. À 4 minutes de la fin du match, Félix Barbe inscrit le second essai de son club. "C'est bon, je la passe" affirme alors Aimé Giral qui, du bord de la touche, réussi la transformation et donne le titre à l'ASP. Ce titre est endeuillé par la disparition, au lendemain de la finale, de Rowland Griffiths à Marseille.
Trois mois après la finale débute la Première Guerre mondiale.

## Durant la Première Guerre mondiale: les Green Devils

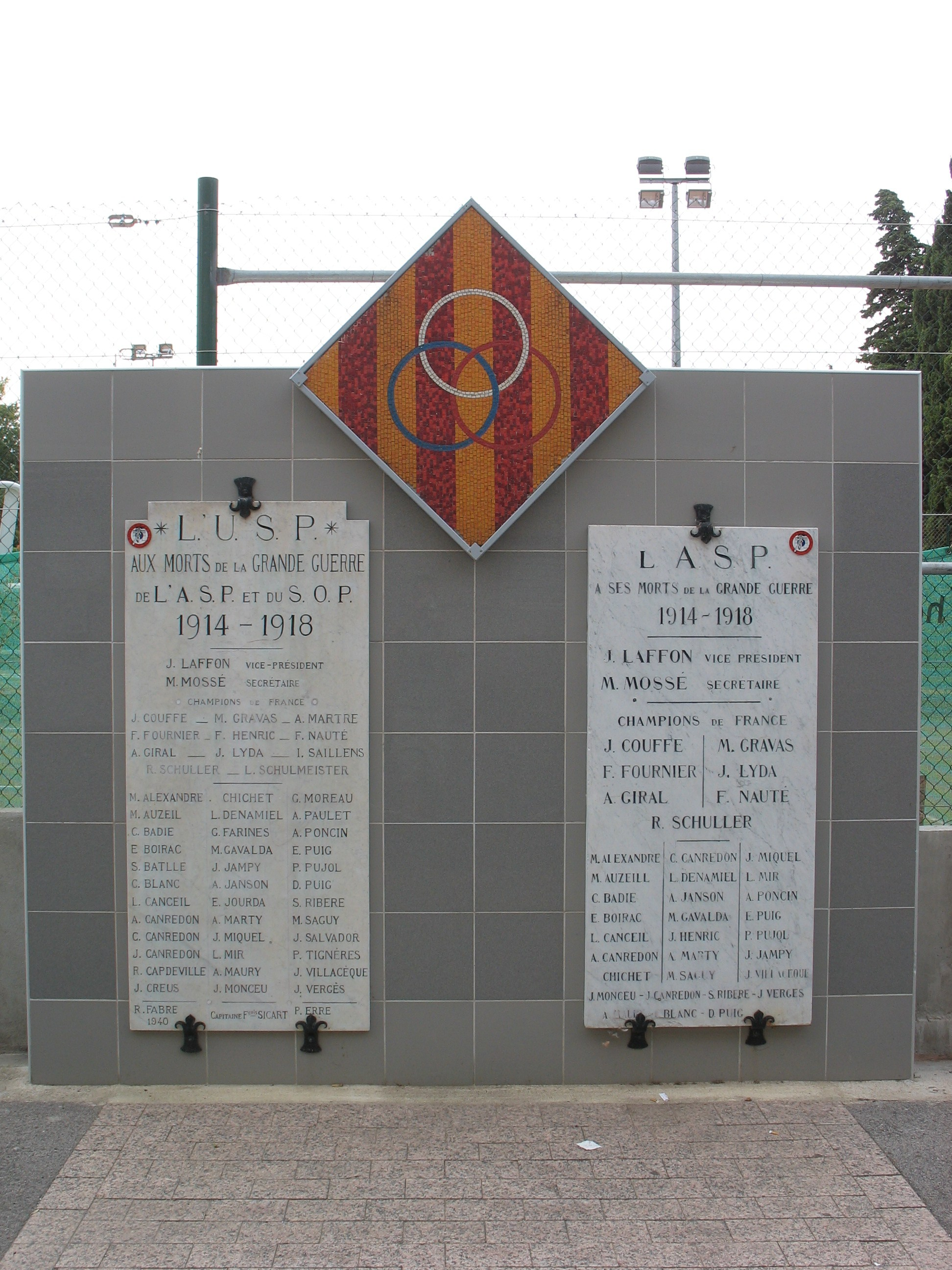
Monument aux morts du Stade Aimé-Giral

Dès les premiers jours d'août 1914, les hommes sont mobilisés. Lors d'un rassemblement entre joueurs et dirigeants de l'ASP au stade de la route de Thuir, les appelés cousent le blason de l'équipe sur la manche de leur capote, se promettant, à la fin du conflit, de servir de nouveau le club. Sept joueurs n'en reviendront pas : Raymond Schuller (le 20 août 1914), Maurice Gravas (le 20 septembre 1914), François Fournié (le 24 septembre 1914), Joseph Lida (le 1er novembre 1914), François Nauté (le 9 novembre 1914), Aimé Giral (le 22 juillet 1915) et Joseph Couffe (le 30 septembre 1915), tous champions de France sous les couleurs de l'ASP en 1914, seront tués pendant le conflit. Aimé Giral donnera son nom au stade du club. Le vice-président du club, Jean Laffon, tombera aussi (le 21 juillet 1916) et donnera, en 1922, son nom au premier stade du club ainsi que le secrétaire du club, Marcel Mossé (le 5 août 1915). À ces morts de l'équipe première de l'ASP, il faut ajouter ceux du SOP : A. Martre, F. Henric, I. Saillens et L. Schulmeister. Au total, se sont 49 joueurs et dirigeants des deux clubs perpignanais qui seront tués lors du conflit. Un monument aux morts leur est dédié à l'entrée de l'actuel stade de l'USA Perpignan, le stade Aimé-Giral.
Malgré la suspension du championnat de France, les garçons non mobilisés continuent de jouer pour l'ASP sous le nom de Green Devils perpignanais (par respect aux joueurs de l'ASP appelés à défendre la patrie). Managés par Albert Bausil, ils sont champions du Languedoc en 1916 face au SOP qui remporte le titre en 1917.

## Les années 1920: l'Union sportive perpignanaise

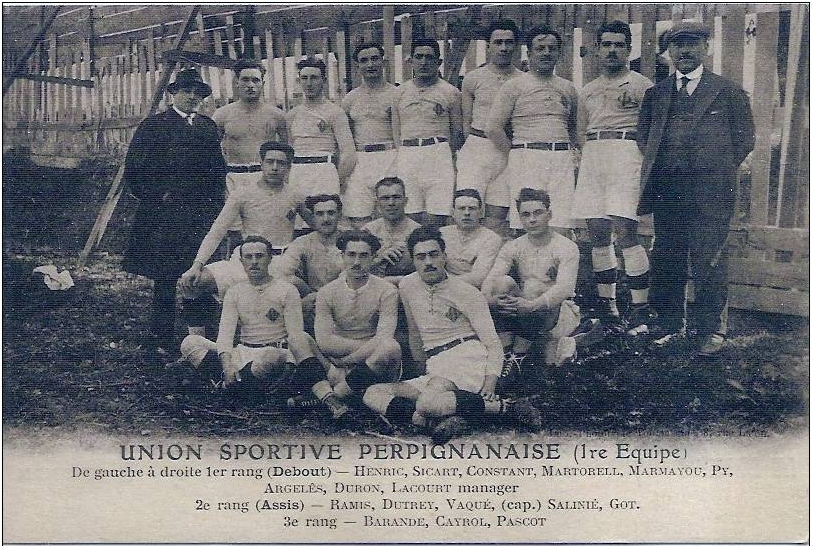
Équipe de l'US Perpignan championne de France de rugby en 1921

À la reprise, le 7 mai 1919, les deux clubs perpignanais (l'ASP et le SOP) fusionnent (fusion qui sera ratifiée lors de l'assemblée plénière de fin de saison le 22 mai 1919) et créent l'Union sportive perpignanaise. Pour sceller le changement, et à l'initiative de Jules Chevalier, les dirigeants adoptent le maillot ciel, sur un short blanc et des bas sang et or (mais les joueurs préféreront évoluer en blanc).
En 1920, l'équipe III du club remporte le titre de champion de France (21-0 face à l'Aviron bayonnais). Au cours de la finale, Roger Ramis, âgé seulement de 18 ans, inscrit les trois essais de son équipe.
En 1921, les quatre équipes du clubs sont sacrées championnes du Languedoc et les équipes I et II championnes de France. Ce deuxième titre majeur est remporté face au Stade toulousain au stade Sauclières de Béziers. La partie bascule sur une touche rapidement jouée par l'USP à la suite d'une attaque du jeune Roger Ramis. Lors de cette finale officiait le pilier de l'USP, Joseph Martorell, qui avait disputé la finale du championnat de France avec l'équipe 2 de l'USP (contre le Racing Club de France) deux semaines plus tôt. Il fut donc sacré deux fois champion de France la même saison.

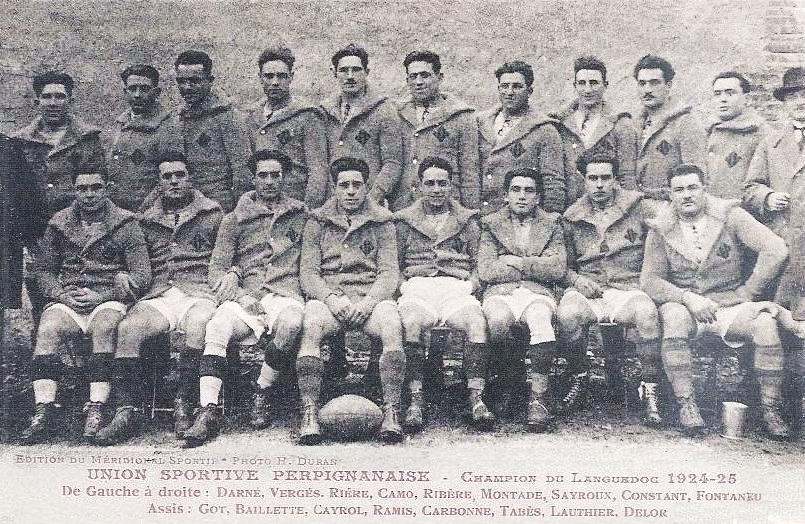
L'USP lors de la saison 1924-1925, champion de France.

Entre 1924 et 1926, l’USP dispute trois finales consécutives. Après une défaite face au Stade toulousain, elle gagne celle de 1925 contre l’Association sportive carcassonnaise (5-0 lors de la seconde finale après l'interruption de la première à 0-0 pour cause d'intempéries) et perd la dernière encore contre son grand rival méridional, le Stade toulousain (5 titres en 6 finales entre 1921 et 1927).
À l'issue de cette saison et à la suite d'un désaccord avec ses dirigeants, Gilbert Brutus, entraîneur de l'USP, part pour l'US Quillan, entraînant avec lui sept joueurs du club.

L'Arlequin Club perpignanais lors de la saison 1926-1927

Parmi les autres clubs existants à Perpignan, l'Arlequin club perpignanais (appelés les Quins) arrivent en finale de deuxième division (défaite 18 à 6 face au Club sportif de Vienne) et accèdent à l'élite du rugby français en 1927. Ils proposent à l’USP des derbys féroces. Ainsi, le 9 octobre 1927, l'arbitre dut sortir pas moins de dix joueurs, cinq de chaque côté, tant la bataille avait été virulente. Ce club est, lui aussi, pillé par le club de Quillan puisque quatre joueurs rejoignent le club audois.
Dépouillés de leurs meilleurs joueurs, les deux clubs perpignanais vont végéter dans un championnat où les clubs les plus riches se servent chez les autres ce qui est à l'origine de la scission entre l'Union française de rugby amateur (UFRA) et la Fédération française de rugby (FFR) en 1930.
Lors des saisons 1930-1931 et 1931-1932, l'USP choisit de suivre les autres clubs dissidents et de disputer le championnat UFRA pendant que les Quins restent dans le giron de la FFR.

## Les années trente et la Seconde Guerre mondiale - La première USAP

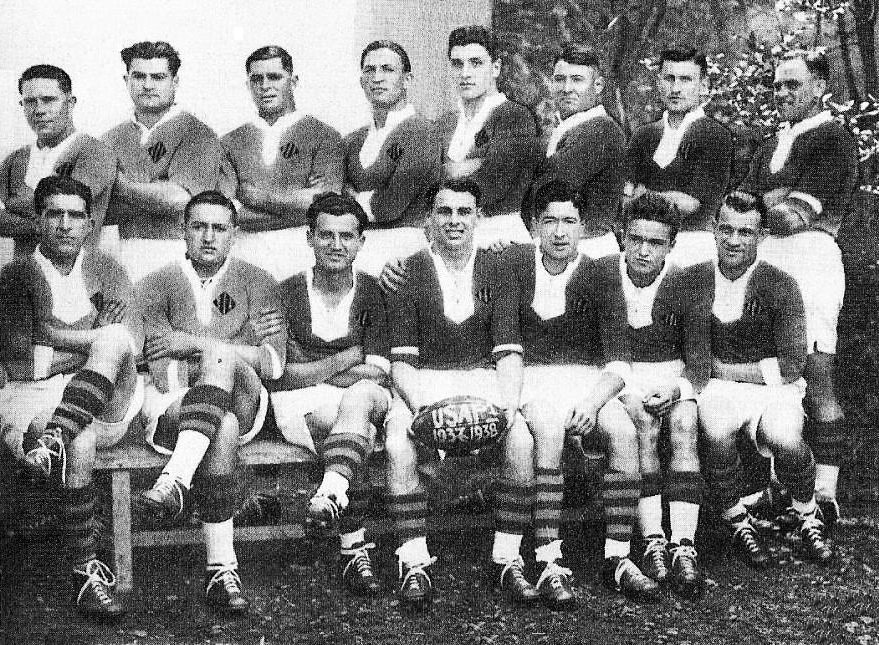
L'équipe de l'USAP en 1938. Au centre, avec le ballon, Jep Desclaux.

Le 5 mai 1933, la fusion entre les deux clubs (USP et Quins) devient effective et le nouveau club prend le nom d'Union sportive Arlequins perpignanais (USAP). Il a pour président le docteur Pierre Nicolau (ancien président de l'USP) et son adjoint est Joseph Bazia (ancien président des Quins).
Ardent fusioniste en 1909 (lors de la fusion entre l'ASP et le Perpignan sportif) et en 1919 (pour celle entre l'ASP et le SOP), Marcel Laborde est cette fois écarté de la nouvelle direction. Il décide de recréer l'Association sportive perpignanaise (ASP) en juin 1934. Il est alors contacté par Jean Galia qui, venant d'être radié par la FFR pour non-respect des règles de l'amateurisme, s'est rapproché des Anglais de la Rugby Football League. Ils vont créer, le 24 août 1934, un club de rugby à XIII : le XIII catalan. Ce nouveau club recrute bon nombre de joueurs de l'USAP (Camille Montade, François Noguères ...) ainsi que Roger Ramis pour devenir le premier entraineur des treizistes.
Lors de la saison 1934-1935, l'USAP remporte son premier titre en challenge Yves du Manoir (3-3 puis 6-0 face à l'Association sportive montferrandaise) mais, fatigué, s'incline en finale du championnat face au Biarritz olympique (3 à 0) après avoir éliminé le champion de France en titre, l'Aviron bayonnais, en quart de finale (19 à 8) et le Club sportif de Vienne en demi-finales (11 à 10).
La saison suivante (1935-1936), l'USAP continue de se structurer. En septembre 1935 est créée l'équipe junior Franz Reichel. Les séniors s'inclinent en demi-finale du championnat de France 3 à 0 face au Racing club de Naronne (futur champion de France) et en finale du challenge du Manoir 9 à 3 face à l'Aviron bayonnais.
En 1936-1937, l'USAP suit le même parcours avec une défaite en demi-finale du championnat (3 à 0 face à l'AS monferrandaise), après avoir battu Grenoble en quart de finale 3-0 et une autre en finale du challenge (23 à 10 face au Biarritz olympique). De leur côté, les juniors Franz Reichel remportent leur premier titre.
Lors de la saison 1937-1938, après deux demi-finales perdues, l'USAP, emmené par Jep Desclaux, s'impose en finale du championnat de France 11 à 6 contre le Biarritz olympique après avoir disposé du Lyon OU en quart de finale (19 à 3) et du Stade bordelais en demi-finale (8 à 3) tandis qu'il s'incline pour la troisième fois consécutive en finale du challenge Yves du Manoir face à l'AS montferrandaise (23 à 10). L'année est faste pour le club puisque les juniors Franz Reichel conservent leur titre de champion de France.
Mais le club perd son titre la saison suivante (1938-1939) lors de la troisième finale du championnat face aux basques en quatre ans (6 à 0).

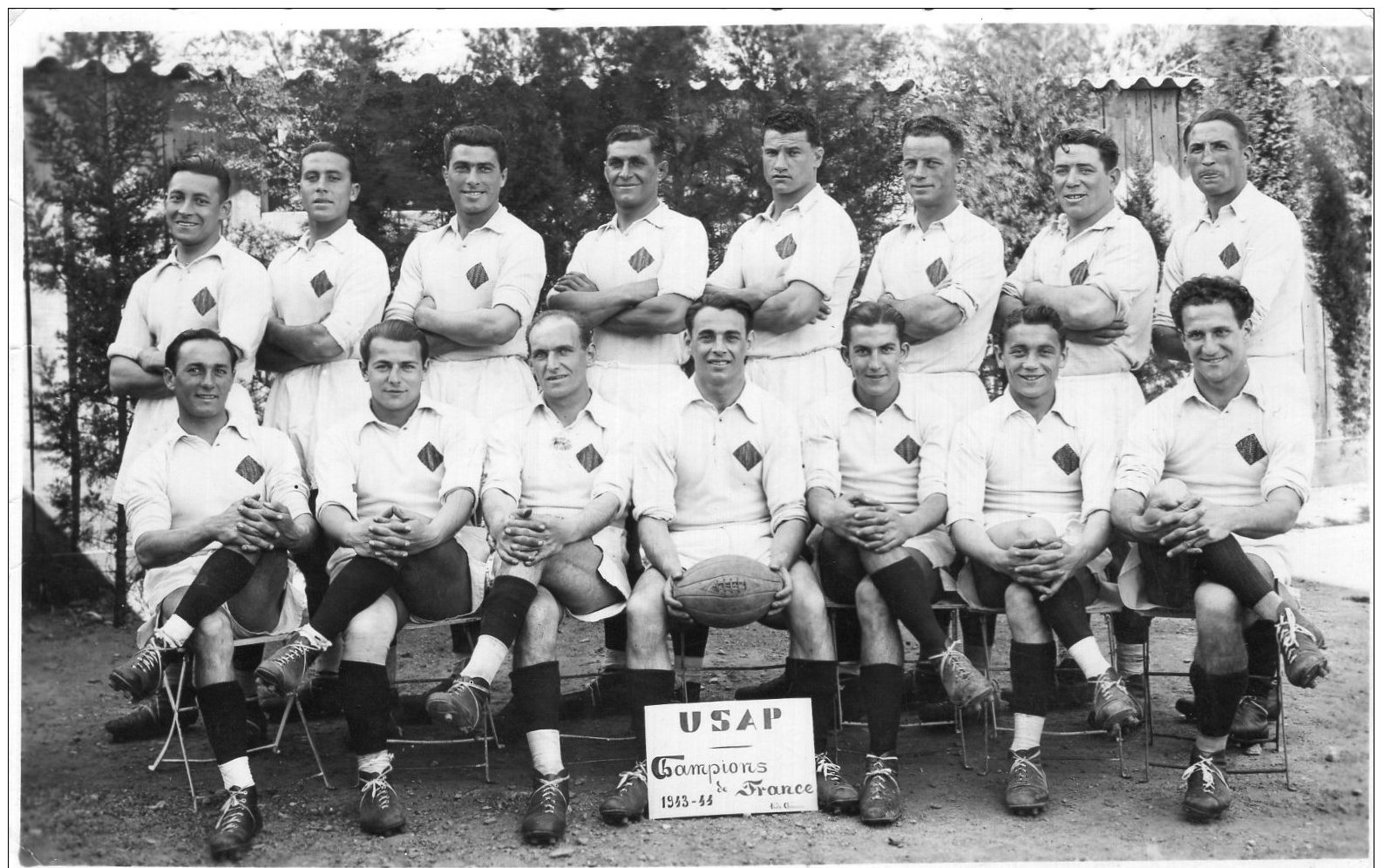
Equipe de l'USA Perpignan championne de France de rugby à XV en 1944

La Seconde Guerre mondiale intervient. En septembre 1940, le club est obligé de quitter le stade Jean-Laffon et s'installe sur le stade Aimé-Giral. En 1942, sous la pression de l'État français, le terme « arlequins » est remplacé par « athlétique ». La guerre fait de nouvelles victimes dans les rangs perpignanais notamment Gilbert Brutus qui, devenu résistant, meurt en captivité le 7 mars 1944 et donnera lui aussi son nom à un stade de Perpignan.
La saison 1942-1943 s'achève par une défaite en demi-finale de la zone Sud contre le SU Agen après une victoire contre le FC Grenoble en quart de finale pour les seniors et le troisième titre pour les juniors en Coupe Frantz-Reichel.
Lors de la saison 1943-1944, le club devient champion de France en disposant de l'Aviron bayonnais en finale sur le score de 20 à 5. Malheureusement pour les supporters de l'USAP, le train devant les conduire de Perpignan au Parc des Princes est arrêté plusieurs fois en raison d'alertes aériennes et les catalans n'arriveront au stade qu'à un quart d'heure de la fin de match avec plus de 7 heures de retard. Comme en 1926, l'équipe championne de France sera dépouillée de plusieurs joueurs mais par les clubs professionnels de rugby à XIII cette fois dont le jeune arrière, Robert Puig-Aubert, parti à Carcassonne pour y devenir une légende du rugby à XIII français.

## De l'après-guerre à 1955

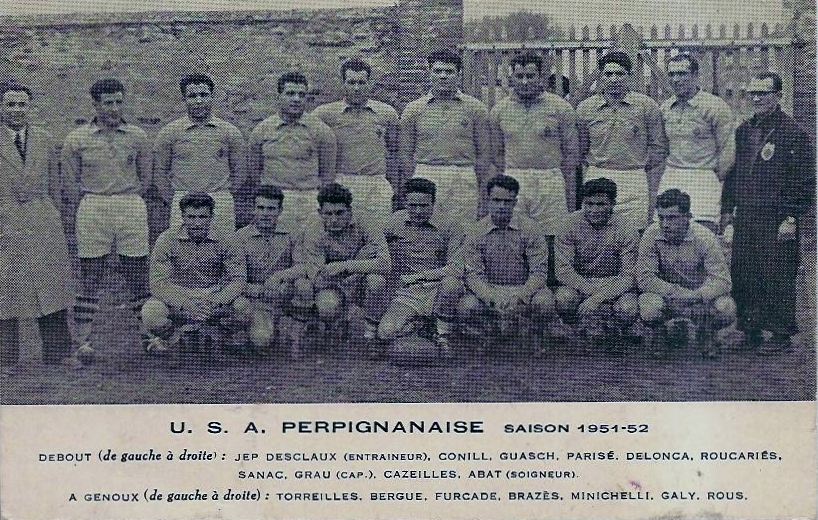
Equipe de l'US Perpignan finaliste du championnat de France de rugby à XV en 1952

Ce nouvel exil est presque fatal au club qui, en 1949, échappe de peu à la relégation. En 1949, devant cette situation, les dirigeants font appel à une figure du club (Jep Desclaux) et à un ancien joueur et entraineur (Fernand Vaquer) pour entrainer les seniors. Le club, s'appuyant une fois de plus sur ces juniors (champions de France en 1947), repart de l'avant.
Les premiers résultats sont prometteurs : quarts de finale en 1950, demi-finale en 1951 et finale en 1952. Mais les années cinquante sont marquées par le FC Lourdes qui s'impose en finale 20 à 11.

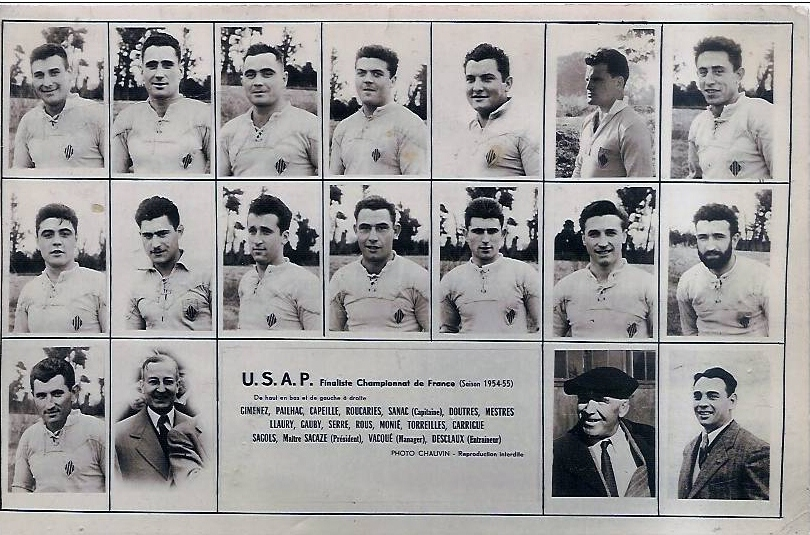
Equipe de l'USA Perpignan championne de France en 1955

La consécration arrive en 1955 avec le titre de champion de France (11 à 6 face au FC Lourdes). Le 22 mai 1955, à Bordeaux, la finale est arbitrée par Monsieur Laffite (du comité Périgord-Agenais) à qui, lors de la présentation des capitaines, André Sanac a dit « Monsieur l'arbitre, la dernière fois que vous nous avez arbitré, vous ne l'avez pas fait honnêtement, et nous n'avons pas été contents de vous ... Je vous préviens que si cela se reproduit, nous quittons le terrain. Nos dirigeants sont prévenus et ils sont d'accord ! ». Bien entendu, les joueurs furent satisfaits de l'arbitrage. Cette année sera une réussite pour le club qui remporte aussi le challenge du Manoir (22 à 11 face au SC Mazamet), le titre de champion de France avec ses juniors Reichel et est vice-champion avec ses juniors Crabos (catégorie créée en 1950 et déjà titrés en 1953 et 1954). Le club décrochera à cette occasion son quatrième challenge du club complet (après ceux de 1938, 1952 et 1953).

## De 1955 à 1995
Lors de la saison 1955-1956, après avoir éliminé le SC Albi (17 à 0) en seizièmes de finale puis l'Aviron bayonnais (11 à 3) en huitième de finale, l'USAP, champion de France en titre, s'incline 11 à 0 face à l'US Dax en quart de finale du championnat de France. Par contre, le club atteint la finale du Challenge Yves du Manoir (dont il est le tenant du titre) mais s'incline à Paris face au FC Lourdes (3 à 0).
Le club commence à perdre de son lustre. Les départs de Fernand Vaquer mis en minorité par les membres du conseil d'administration en 1958 puis de Jep Desclaux en 1960 signent la fin de cette période.
Les années soixante vont voir le club s'ouvrir un peu vers l'extérieur avec l'arrivée de joueurs non catalans dont Jo Maso. L'équipe, dirigée par Jean Carrère, atteint la finale du challenge Yves du Manoir en 1965 mais s'incline en finale face à Cognac (5 à 3). Un conflit éclate ensuite au sein du club et abouti à l'éviction de Jean Carrère, les joueurs qui lui étaient fidèles quittant le club à l'intersaison suivante.
Les années soixante-dix s'annoncent prometteuses avec de nombreux joueurs titrés dans les équipes de jeunes. Après une demi-finale 1973 face à Tarbes, futur champion, au cours de laquelle deux essais furent refusés à l'USAP, le club arrive en finale en 1977 mais s'incline 12 à 4 face à l’AS Béziers.
Les années quatre-vingt confirment le déclin du club qui rentre dans l'anonymat du championnat de France. Heureusement, les catégories de jeunes continuent de briller.
Au début des années 1990, le club renoue avec les sommets de l'élite du rugby français, classé 2 fois premier club français à l’issue des matchs de poules (en 1993 et 1995) et atteignant donc régulièrement les phases finales sans parvenir à passer le cap des matchs éliminatoires, trop crispé par la peur de perdre. Toutefois, l'USAP remporte en 1994 son premier grand trophée national depuis 1955 : le challenge Yves du Manoir face à l'AS Montferrand (18-3). Ce troisième titre dans la compétition met fin à 39 ans de disette de l'équipe fanion.

## L'ère professionnelle dans l'élite (1995-2014)
En 1995, l'IRB accepte le professionnalisme et le club doit se structurer pour suivre la mutation opérée par son sport. Ainsi, le 20 juin 1998, le club est transformé en une société anonyme à objet sportif (SOAS) présidée par Jacques Rodor. Marcel Dagrenat est désigné président du conseil d'administration le 25 octobre 2000. Les assemblées générales extraordinaires de la SAOS des 14 mars et 10 juin 2002 ont décidé la transformation du club en société anonyme sportive professionnelle (SASP).

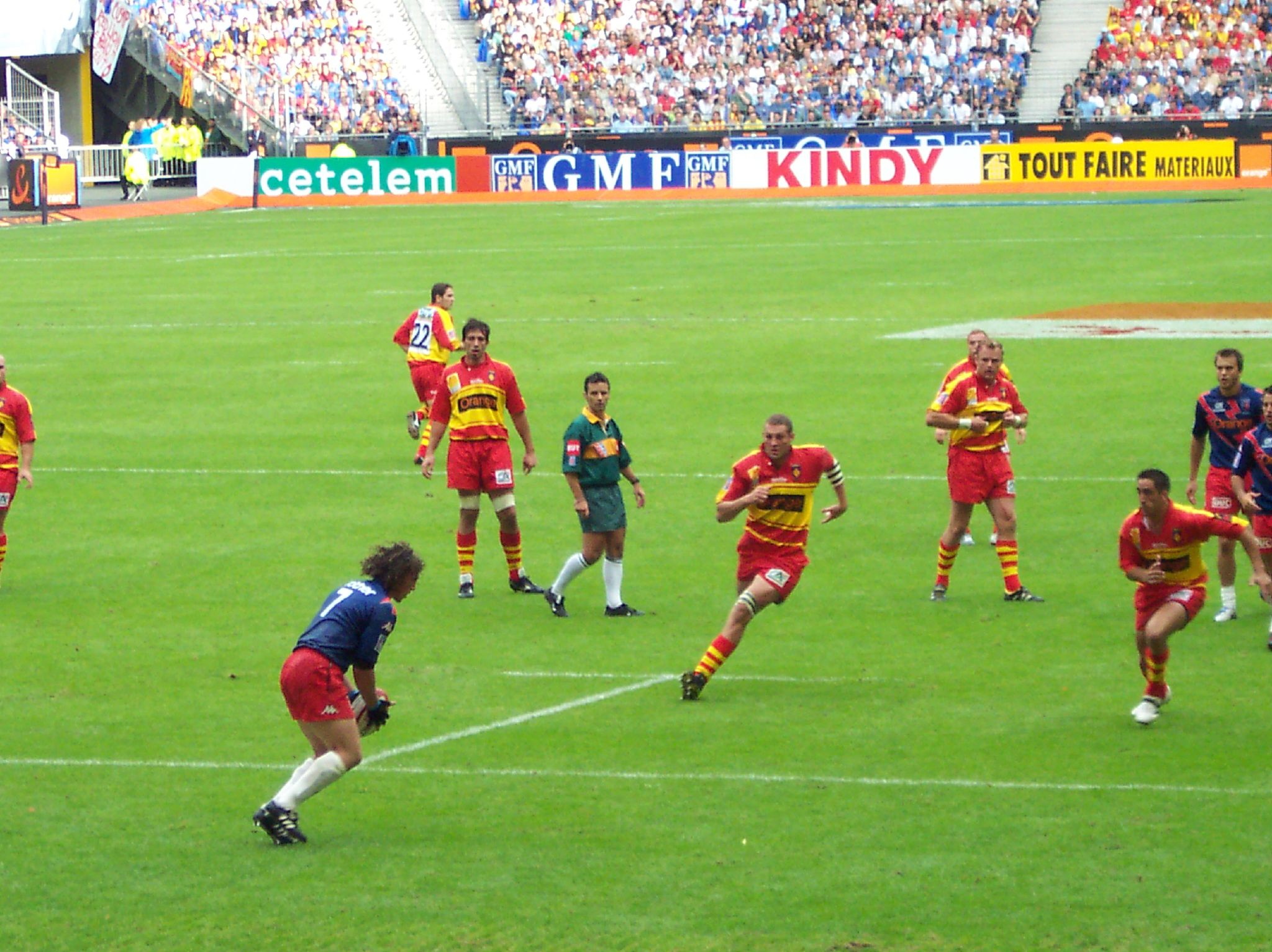
L'USAP en finale du championnat face au Stade français (saison 2003-2004).

Sur le plan sportif, le club managé par Alain Hyardet et Alain Teixidor dispute en 1998 la première finale de championnat jouée au Stade de France (paré pour l’occasion de sang et or), finale perdue contre le Stade français (34-7). Puis, sous la houlette d’Olivier Saïsset, ancien entraîneur et joueur de l’AS Béziers, le grand rival régional des années 70,  arrivé en 2000, le club catalan atteint systématiquement les playoffs du championnat, et dispute une nouvelle finale, perdue en 2004 une nouvelle fois face au Stade français (38-20). Depuis 1999 l'USAP devient un club bicéphale avec d'une part une association gérant le secteur amateur de l'école de rugby aux espoirs et d'un autre côté un groupe professionnel rattaché à la LNR. En mars 2002, changement de statut pour le club, la SASP (Société anonyme à objet sportif) disparaît au profit d'une SASP (Société anonyme sportive professionnelle) gérée par la holding USAP per sempre.

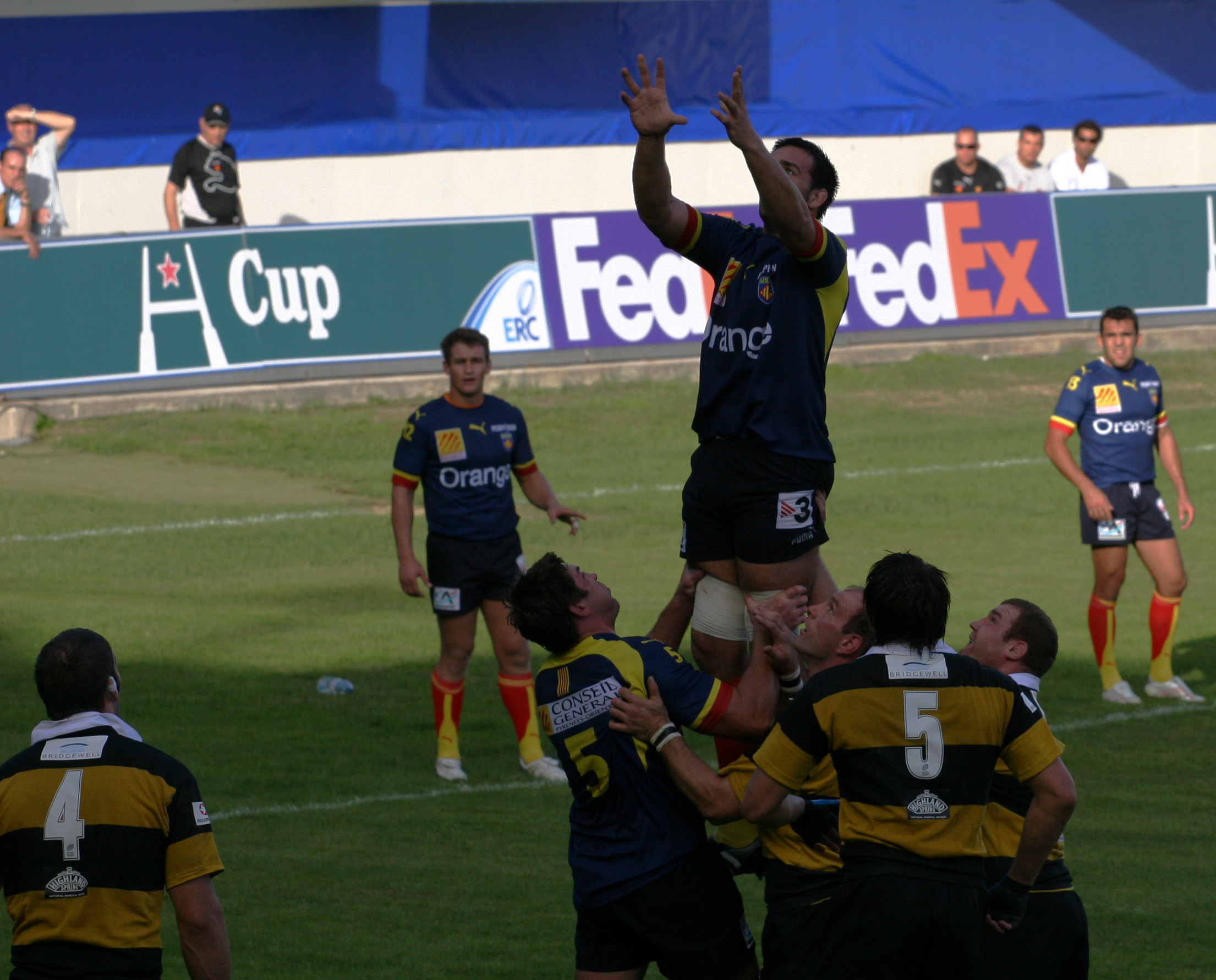
L'USAP face aux Wasps en Coupe d'Europe (saison 2006-2007).

Perpignan dispute aussi régulièrement la Coupe d’Europe. Après une expérience sans lendemain en Coupe d'Europe de rugby à XV 1998-1999, le club y prend part systématiquement depuis 2001, soient huit participations consécutives, pour une finale, perdue en 2003 contre le Stade toulousain (22-17). Olivier Saïsset quitte le club à la suite de la défaite en finale du championnat 2004. Il est remplacé par Philippe Boher et Philippe Ducousso, qui mènent l’USAP jusqu’en demi-finale du championnat contre Biarritz en 2005-06 (9-12). En mai 2006, Ducousso cède sa place à Franck Azéma, entraineur des espoirs du club.
Lors de la saison 2006-2007, le club loupe de peu sa qualification pour les demi-finales du Championnat. Après une défaite à domicile face à Biarritz lors de la 23e journée, l'USAP semble en passe de réaliser l'exploit de l'emporter au Stade de France face au Stade français lors de la 25e journée et de coiffer ainsi le club basque dans la course à la quatrième place mais le manque de réussite du buteur Nicolas Laharrague à la 74e minute du match laisse le club catalan à un point des parisiens (12 à 11) et envoie Biarritz en demi-finale. En Coupe d'Europe, l'USAP finit deuxième de la poule 1 et, avec deux défaites, n'accède pas aux quarts de finale.
Pour la saison 2007-2008, le co-entraîneur de l'Équipe de France, Jacques Brunel, prend le rôle d'entraîneur, assisté de Franck Azéma pour les lignes arrières et de Bernard Goutta (tout juste joueur retraité) pour les avants. Le début de saison est difficile et après le deuxième match nul à Aimé-Giral de la saison, une crise sportive éclate et les joueurs partent en stage à Matemale. Le retour de Christophe Porcu (retraité depuis deux saisons) comme joueur va fédérer le groupe qui s'impose la journée suivante au Stade français. Finalement, le club échouera en demi-finale face à Clermont (21 à 7).

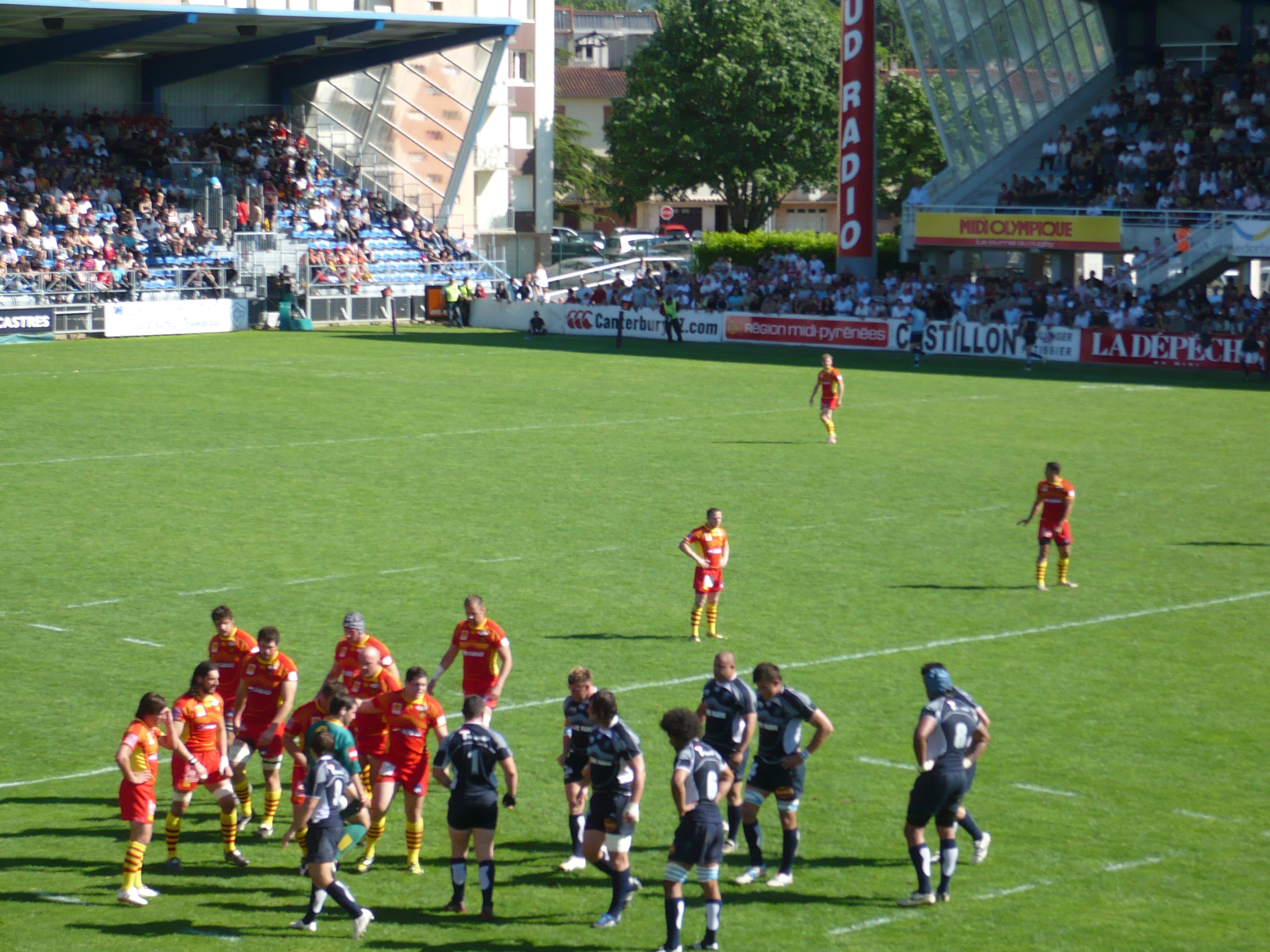
L'USAP face à Castres (saison 2008-2009).

La saison 2008-2009 est d'abord marquée par le recrutement de Dan Carter qui, blessé à la dernière minute du match disputé au Stade de France face au Stade français, ne disputera que cinq matchs sous les couleurs du club. Pourtant, malgré ce coup du sort et les nombreuses blessures de ses demis d'ouverture, l'USAP réalise une très bonne phase régulière (avec seulement 5 défaites concédées) et termine 1er au classement du Top 14. En demi-finale, l'USAP élimine le Stade français (25-21 au Stade de Gerland). Le 6 juin 2009 la finale l'oppose à l'ASM Clermont Auvergne. À un essai de Napolioni Nalaga inscrit dès la 10e minute, l'USAP répond par un drop de Gavin Hume (16e). À la mi-temps, l'USAP est mené 10 à 6 (Jérôme Porical - 40e - ayant répondu sur pénalité à Brock James - 19e). Mais les catalans sont confiants à l'image de David Marty répondant à une interview télévisée qu'il va y avoir "10 grosses minutes en 2e mi-temps, et après c'est à nous" et qui, 5 minutes après la reprise et à la suite d'une combinaison de passes avec Porical, va à l'essai (45e). L'USAP passe devant au score et le restera jusqu'au bout, Porical passant trois pénalités (dont deux  successives aux 60e et 63e minutes de plus de 50 mètres) contre une seule de James (55e). L'USAP l'emporte 22 à 13 et, cinquante-quatre ans après son dernier titre, devient champion de France pour la septième fois de son histoire.

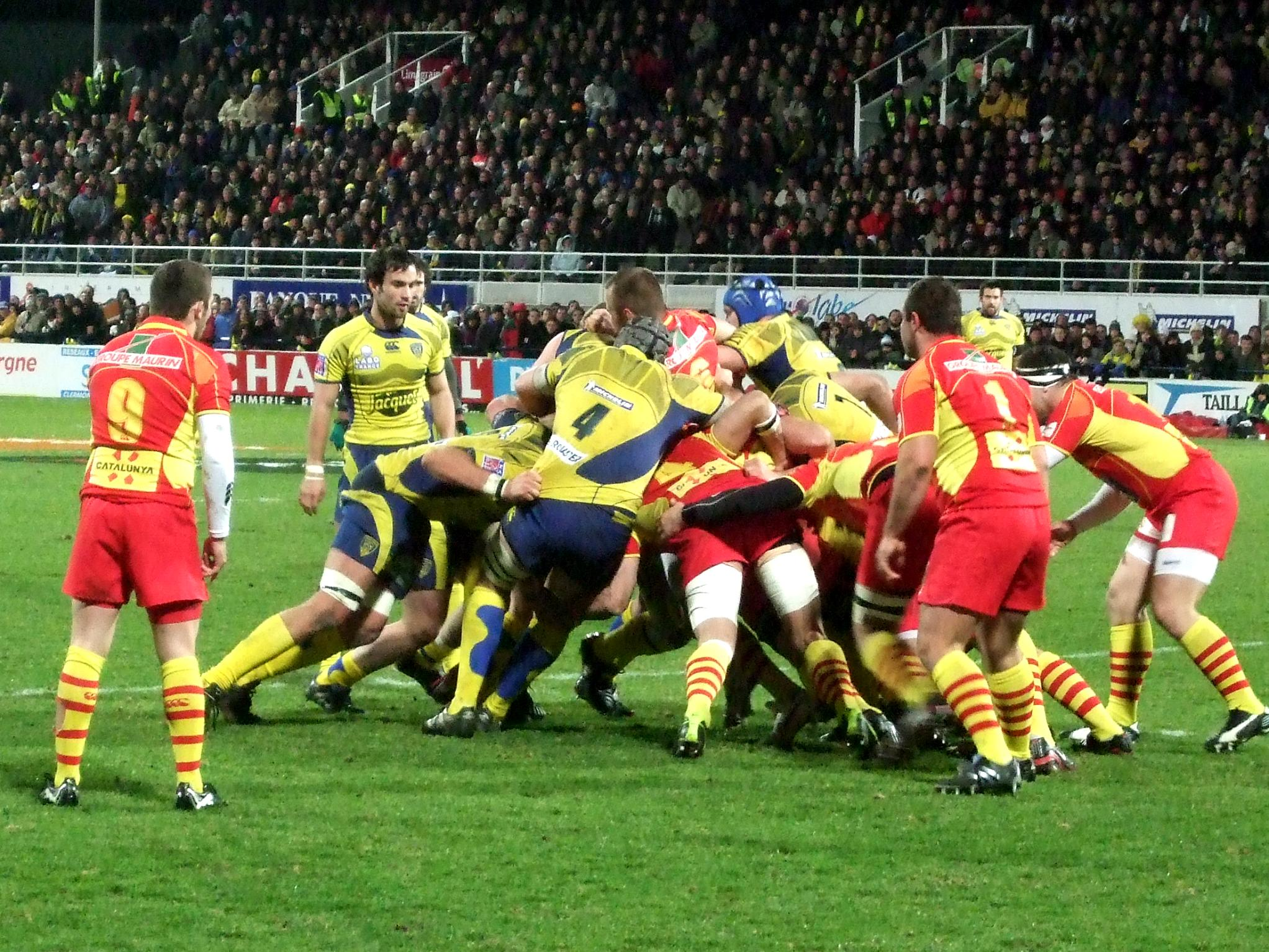
L'USAP face à Clermont (saison 2009-2010).

Pour la saison 2009-2010, l'USAP réédite sa performance de terminer 1er de la phase régulière du Top 14 et, après avoir éliminé le Stade toulousain (21-13) en demi-finale, s'incline en finale face à l'ASM Clermont Auvergne (19-6). Le parcours en H-Cup est handicapé par une défaite à Trévise (9 à 8) et le club est éliminé dès les phases de poule. À la fin de cette saison, Franck Azéma part entraîner l'ASM Clermont Auvergne et est remplacé par Christophe Manas comme entraîneur des lignes arrières.

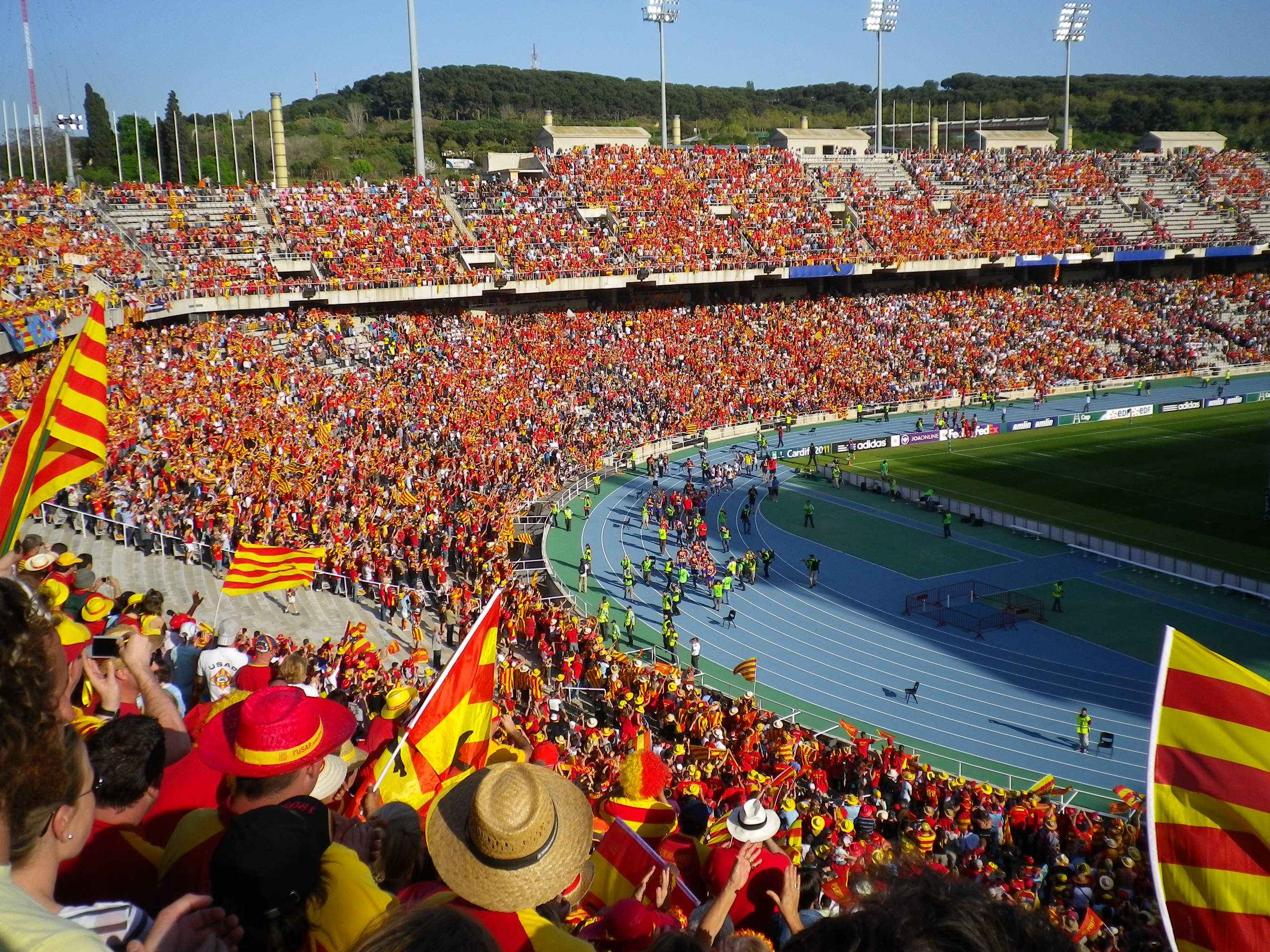
L'USAP après le quart de finale de H-Cup à Barcelone (saison 2010-2011).

La saison 2010-2011 est faite de désillusions. Le club perd 4 fois à domicile et termine à la 9e place du TOP 14. Pour la première fois depuis 2001, le club ne disputera pas la H-Cup. Cette même saison, l'USAP joue un match de phases finales européennes à Barcelone et s'incline en demi-finales face aux Northampton Saints (23-7). À l'issue de la saison, Jacques Brunel quitte le club pour entraîner l'équipe d'Italie et est remplacé par Jacques Delmas.

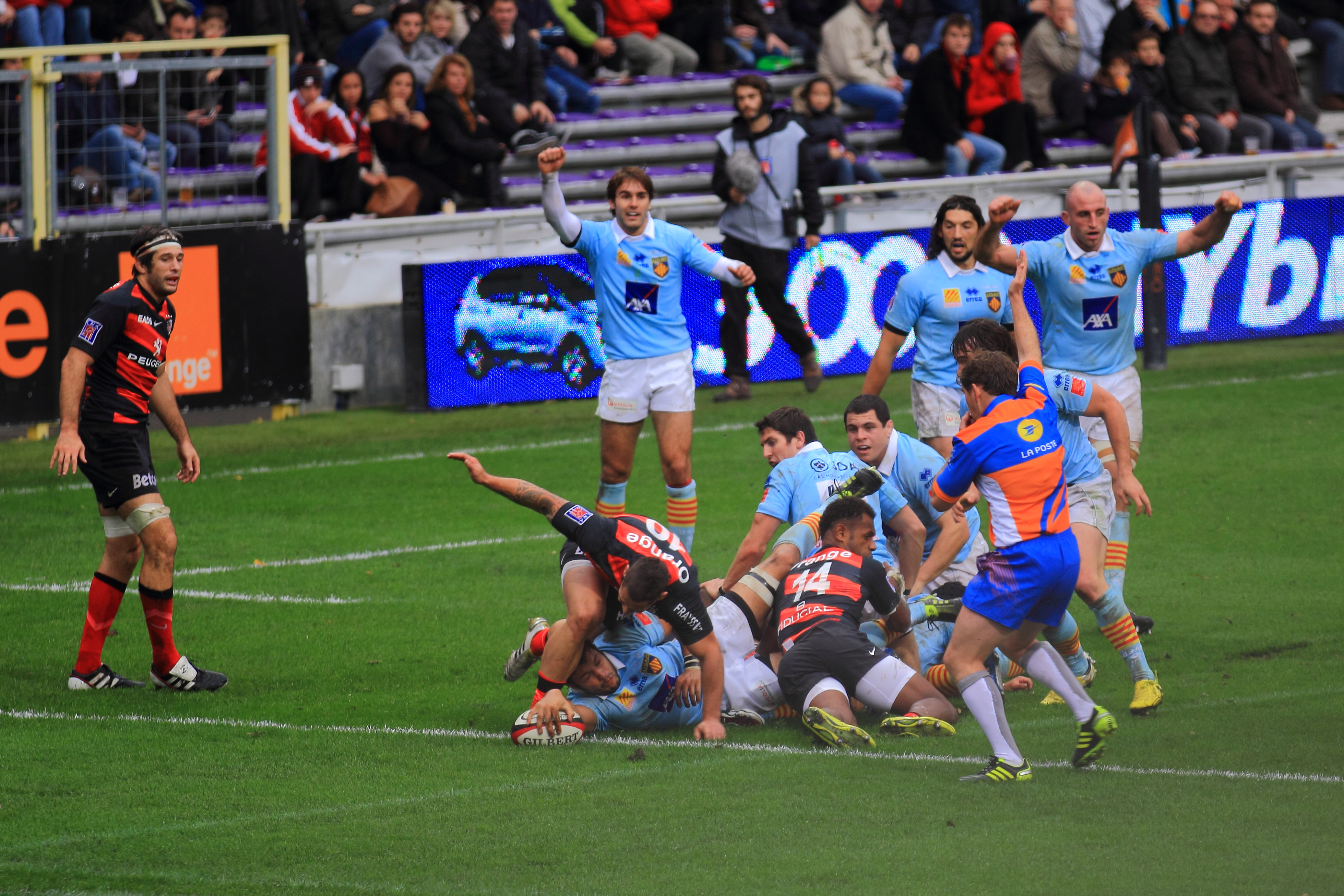
Essai de l'USAP face à Toulouse (saison 2011-2012).

Lors de la saison 2011-2012, le club, qui ne dispute pas la H-Cup pour la première fois depuis 2001, flirte dangereusement avec la zone de relégation, concédant 7 défaites consécutives en championnat durant l'automne, du jamais à l'USAP. L'Amlin Challenge Cup, objectif annoncé par le président, commence mal avec une défaite lors de la deuxième journée (23 à 13 chez les Newport Gwent Dragons) et se termine par une grosse défaite en Angleterre face aux Exeter Chiefs (31 à 14). Ces mauvais résultats et les mauvaises relations entretenues avec les joueurs conduisent à l'éviction de Jacques Delmas, le nouveau manager du club et à l'arrivée de Sylvain Deroeux au poste de directeur général. Lors de la seconde partie du championnat, le club retrouve son jeu mais n'assure son maintien dans l'élite qu'à l'avant-dernière journée (victoire 34 à 22 face à Lyon) à la faveur de la victoire de l'Union Bordeaux-Bègles à Brive.
Pour la saison 2013-2014, le club ne se montre pas à son avantage en championnat, avec pourtant un départ convenable, et flirte avec la relégation dès la seconde moitié de saison. Le match à Barcelone, face au Rugby_club_toulonnais, perdu 31-46, sonne presque le glas de cette équipe qui n'a jamais connu la deuxième division, se trouvant alors à la treizième position lors de la 25e et avant-dernière journée de Top 14. À la 26e journée, une ultime défaite face à l'ASM Clermont Auvergne (25-22) combinée au bonus défensif arraché par Oyonnax face à Brive condamne à moins de 8 minutes de la fin du match l'USAP à une relégation historique en seconde division, 100 ans jour pour jour après son premier titre de champions de France, le 3 mai 1914, et après 103 ans de présence dans l'élite.

## Le deuxième échelon du rugby (2014 à 2018)

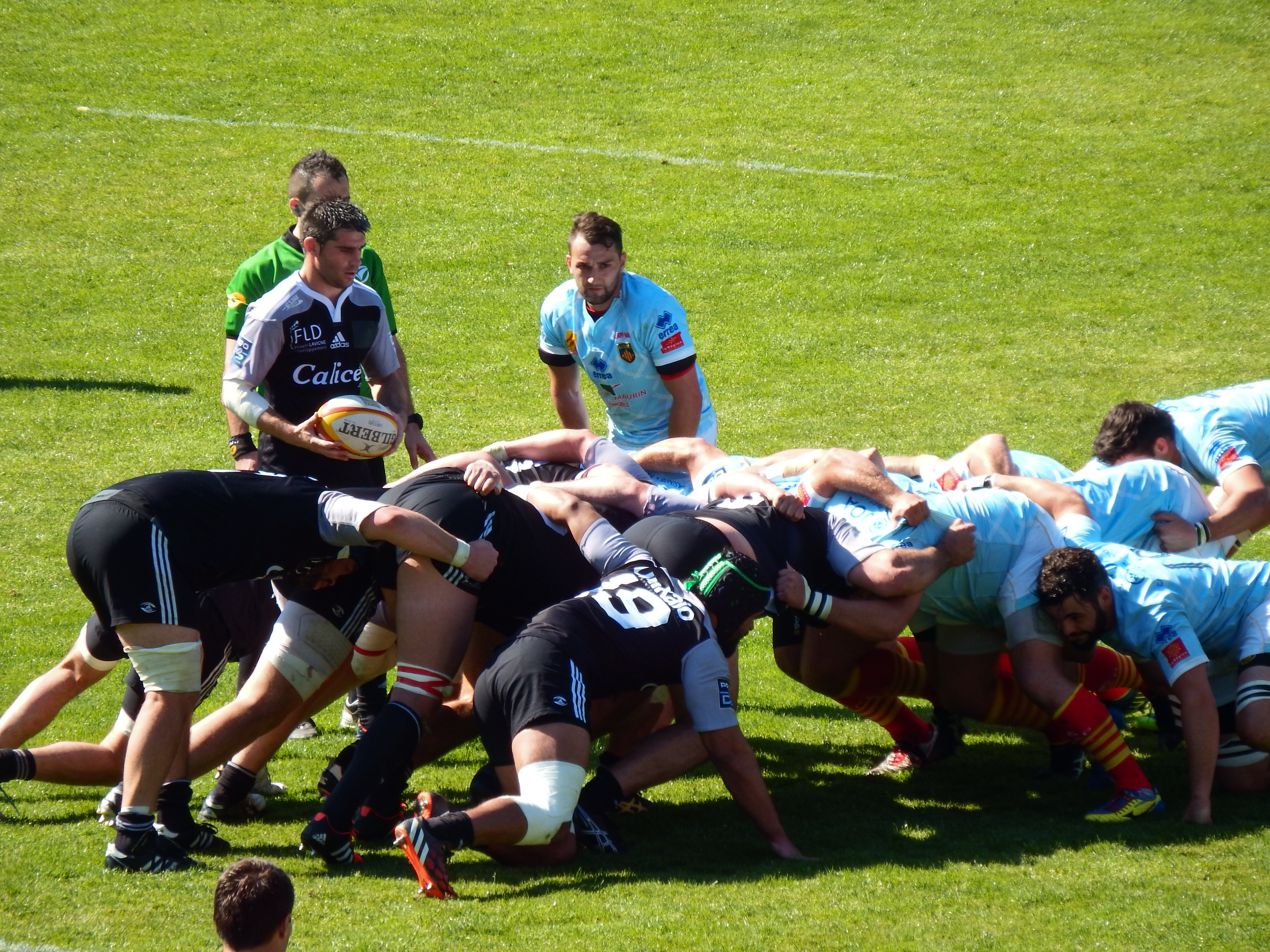
L'USAP évolue en Pro D2 à partir de la saison 2014-2015, ici à domicile contre l'US Dax.

La saison 2014-2015 de Pro D2 marque un renouvellement du club avec un grand nombre de départs, de nombreuses arrivées et un nouveau staff avec le retour d'Alain Hyardet comme manager et les arrivées de Grégory Patat comme entraîneurs des avants, et de François Gelez pour les lignes arrières. Au terme d'une saison ou le club a toujours été dans les 6 premiers du classement, l'USAP arrache la troisième place à l'issue de la saison régulière ce qui lui donne le droit de recevoir le quatrième en demi-finales des barrages d'accession en Top 14. Mais au terme du match et après les prolongation, l'USAP et le SU Agen sont à égalité (32 à 32) mais les Agenais se qualifient pour la finale au bénéfice des essais (4 à 2).

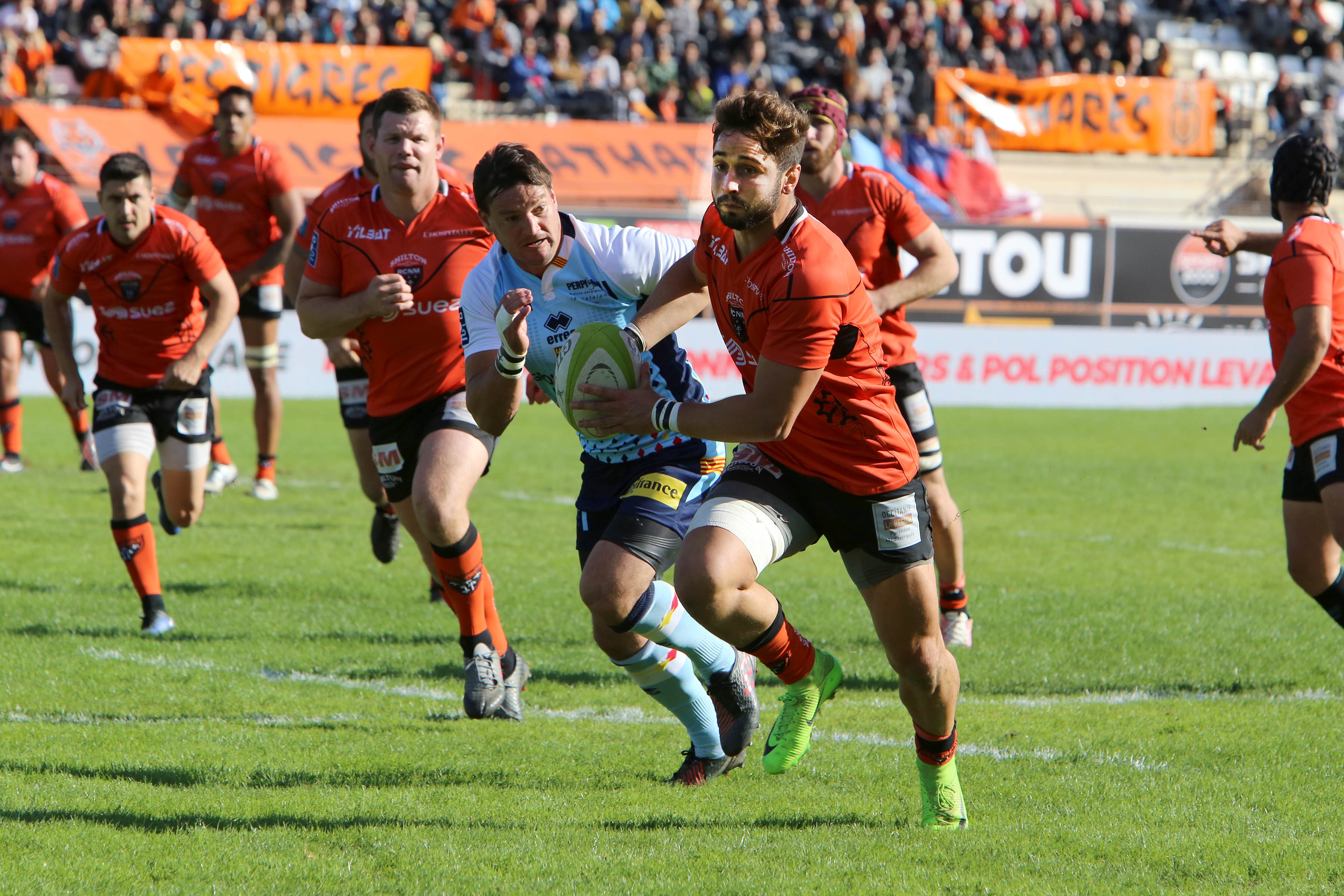
Potgeiter se replie sur cette attaque du RC Narbonne en 2017.

La saison suivante, le club repart en Pro D2 sans manager, Alain Hyardet ayant décidé de ne pas continuer. Au cœur de l'automne, le club enchaîne 5 matchs sans victoire (1 match nul et 4 défaites) et, au mois de décembre, Philippe Benetton remplace Grégory Patat comme entraîneur des avants, François Gélez étant maintenu comme entraîneur des arrières. Mais le parcours en dents de scie du club l'emmène à la septième place de la saison régulière. Contrairement à la saison précédente, le club ne se qualifie pas pour le barrage d'accession au Top 14.
La saison 2016-2017 voit l'arrivée d'un nouveau manager général, Christian Lanta. Mais le premier bloc se termine avec 1 seule victoire contre 4 défaites (dont 1 à domicile). Ces résultats entraînent le remplacement du duo d'entraîneurs Benetton/Gélez par deux anciens joueurs : Perry Freshwater (pour les avants) et Patrick Arlettaz (pour les lignes arrières). Malgré la mise en place d'un jeu plus offensif, le club échoue à la sixième place du classement et, pour la deuxième année consécutive, ne dispute pas les barrages d'accession en Top 14.